# Mišel Arno
Mišel Arno fr. Michèle Arnaud, rođena kao Micheline Caré (Tulon, 18. mart 1919. – Mezon Lafit, 31. mart 1998) bila je francuska pevačica, producentkinja i rediteljka. Nena deca su pevač Dominik Volter i fotografkinja Florans Gruer.
Dobitnica je Ordena Legije časti te odlikovanja Ordre des Arts et des Lettres. Bila je prva pevačica koja je predstavljala Luksemburg na prvom Evrosongu. Pevala je pesmu „Ne crois pas”, a kasnije i „Les amants de minuit”. Njen plasman za obe pesme ostao je nepoznat.
Po završetku osnovnog obrazovanja u Šerburu, otišla je u Pariz, gde je upisala Slobodnu školu političkih nauka (École libre des sciences politiques). Istovremeno je posvećivala kabare klubove kao što su Le Tabou i La Rose Rouge. Dana 11. jula 1962. pojavila se u prvoj televizijskoj emisiji uživo sa satelitske televizije iz Francuske u Sjedinjenim Državama. Zbog orbitalne staze novootvorenog američkog satelita, Telstar, program je trajao samo dvadeset minuta. S njom se iste večeri pojavio i Iv Montan.
Kasnije se posvetila proizvodnji dokumentarnih filmova. U vlastitoj je produkciji snimila film o Henriju Mileru. Preminula je 31. marta 1998, a 30. septembra su njeni ostaci premešteni na parisko groblje Monparnas.